# L'Avènement de l'obscur
L'Avènement de l'obscur (titre original : Wulf's War) est le quatrième tome de la série Frère Wulf signée Joseph Delaney et qui prend la suite de la série The Starblade Chronicles. Il est paru en 2023.